# Universitätsbibliothek

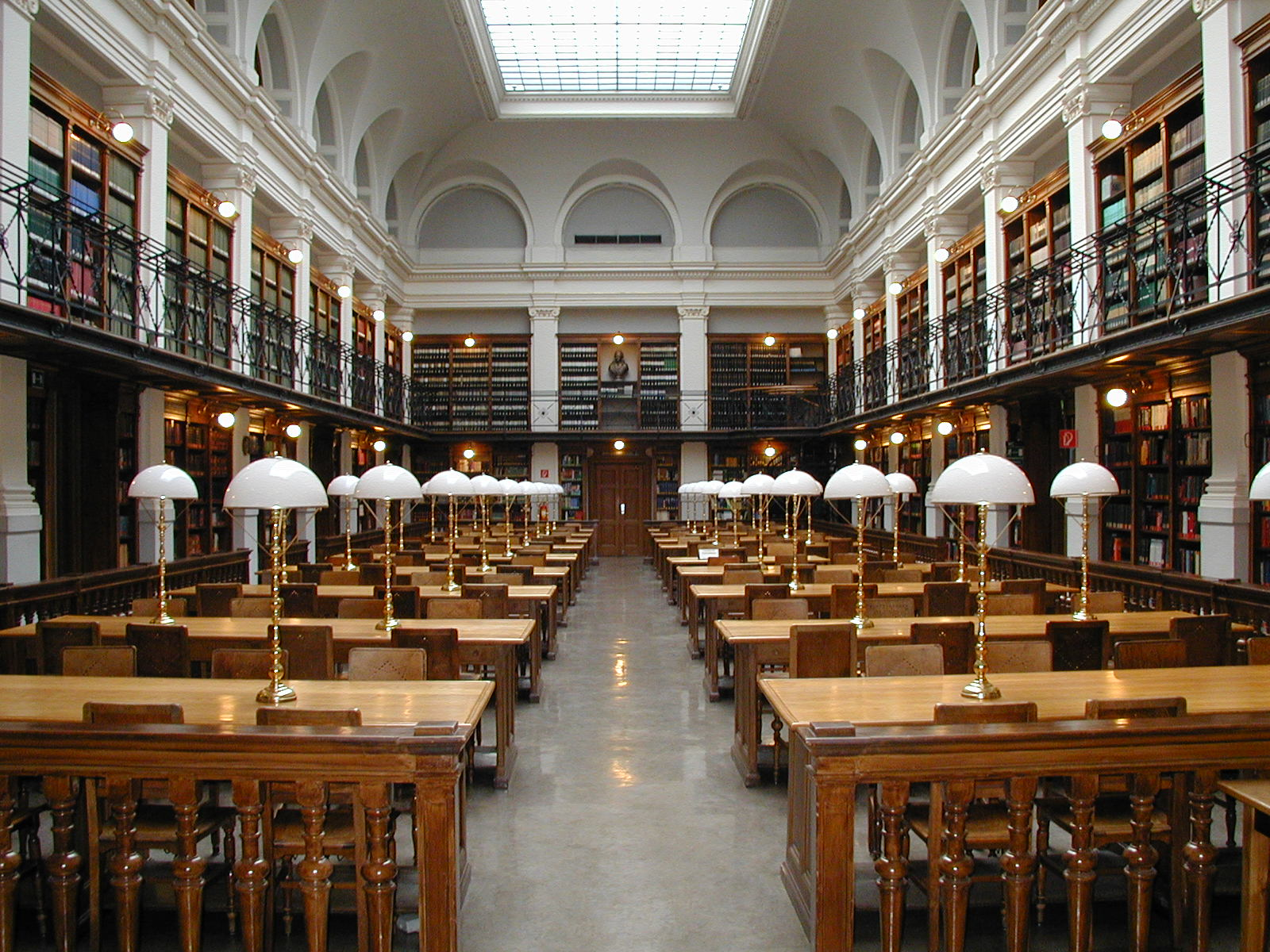
Lesesaal der Universitätsbibliothek Graz

Eine Universitätsbibliothek (UB) ist eine Bibliothek, die einer Universität als zentrale Dienstleistungseinrichtung zugeordnet ist. Im Gegensatz zu den Fachbibliotheken der einzelnen Fakultäten oder Fachbereiche, die sich auf Literatur ihres jeweiligen Fachgebiets konzentrieren, umfassen die Bestände einer Universitätsbibliothek Grundlagenliteratur zu allen Fachgebieten, auch wenn diese an der Universität nicht gelehrt werden. Der fachlichen Spezialisierung in den Institutsbibliotheken entspricht auf der Ebene der Universitätsbibliothek die Einrichtung spezieller Sondersammelgebiete, die thematisch an eines oder mehrere der an der Universität gelehrten Fächer anknüpfen und in denen die UB versucht, jede Veröffentlichung, die weltweit zu dem Sammelgebiet erscheint, in ihren Bestand aufzunehmen. Sondersammelgebiete werden nach und nach durch Fachinformationsdienste für die Wissenschaft ersetzt.
Die Harvard University Library ist mit 16,8 Millionen Büchern die größte Universitätsbibliothek der Welt.

## Hauptaufgabe
Die Aufgabe der UB besteht vor allem darin, Lehrenden und Studierenden zu ermöglichen, sich in möglichst umfassender Weise sowohl über den aktuellen Wissensstand einer Disziplin als auch über die historische Entwicklung dieses Wissens informieren zu können. Sie versorgt sowohl die Studierenden als auch die Professoren und ihre Assistenten hauptsächlich mit Fachliteratur, aber auch mit anderen Werken.

## Organisationsstruktur
Eine UB ist in mehrere Abteilungen unterteilt. So gibt es oft eine Lehrbuchsammlung, in der nur häufig nachgefragte (Standard-)Bücher stehen, die pro Titel in zahlreichen Exemplaren (Staffelexemplare) vorhanden sind und die oftmals in den Vorlesungen empfohlen werden, während im Hauptbestand der Bibliothek in der Regel nur ein Exemplar eines Buches angeschafft wird, zugunsten einer größeren Breite des Bestandes.
Des Weiteren verfügt eine UB über einen zumeist umfangreichen Zeitschriften-Bestand, der oft in einem speziellen Zeitschriftenlesesaal bereitgestellt wird, in dem aktuelle Hefte und ältere Jahrgänge von Fachzeitschriften zu finden sind. 
Mitunter ist einer UB auch das Universitätsarchiv angegliedert, in dem die Universität ihre Akten und weitere Schriftstücke aufbewahrt, die über die Geschichte der Universität Auskunft geben. Das Archiv ist dem Ausleihbetrieb nicht angeschlossen. Seine Bestände können aber auf entsprechenden Antrag hin für wissenschaftliche Studien genutzt werden. 
Neben der Bestandsverwaltung und der Organisation des Ausleihbetriebs verfügt eine UB in der Regel auch über eine Werkstatt, in der buchbinderische Arbeiten durchgeführt werden. Dies betrifft regelmäßig das Binden von Zeitschriftenausgaben zu Jahrgangsbänden, vereinzelt aber auch die Herstellung von festen Einbänden für Taschenbücher oder Paperbacks, um diesen Büchern ausreichende mechanische Stabilität zu verleihen. In manchen UBs sind zudem hochspezialisierte Restaurierungswerkstätten angesiedelt, deren Aufgabe es ist, stark vernutzte oder durch Säurefraß angegriffene Bücher vor der Zerstörung zu retten.
Lesesäle ermöglichen den Nutzern den direkten Zugang zum vorhandenen Bibliotheks-Bestand. Der Präsenzbestand einer UB, oft alte und wertvolle Exemplare, ist in der Regel nur dort einzusehen. Direkt im Lesesaal aufgestellt sind grundlegende Werke, insbesondere Nachschlagewerke und Bibliographien.
Zudem ist in einer Universitätsbibliothek auch das Erstellen eigener Arbeiten möglich. Speziell zu diesem Zweck stellen viele UBs ihren Nutzern sog. Carrels zur Verfügung. In diesen Lesekabinen können eigene wissenschaftliche Arbeiten, z. B. Dissertationen, ungestört bearbeitet werden. Eine Universitätsbibliothek, die sich durch eine erhöhte Zahl von studentischen Arbeitsplätzen auszeichnet, wird als „Arbeitsbibliothek“ bezeichnet.

## Bestandslogistik und Benutzung
Ein wichtiger Unterschied zwischen der UB und den Fachbibliotheken liegt in der Bestandslogistik: Während Fachbibliotheken ihre gesamten Bestände fast immer im Freihandbereich anbieten, gilt dies für die Bestände von Universitätsbibliotheken nur in sehr eingeschränktem Maße. In vielen UBs werden große Teile der Bestände in einem Magazin aufbewahrt, das für das Publikum unzugänglich ist.
Der Grund für diese Art der Lagerhaltung liegt in der Menge und dem Raumbedarf der zu verwaltenden Bestände: UBs alter und traditionsreicher Universitäten verfügen über Bestände von mehreren Millionen Einheiten, die nur unter Einsatz moderner Logistikkonzepte effizient verwaltet werden können. Mit einem direkten Zugriff auf den Bestand durch die Benutzer ist eine solche Verwaltung nicht vereinbar, auch wenn einige UBs zumindest Teile ihrer Magazine den Benutzern zugänglich machen.
Die im Magazin vorgehaltenen Bestände können daher allein über die verschiedenen Kataloge erschlossen und zur Ausleihe oder Einsicht angefordert werden. Der eigentliche Zugriff auf die Magazinbestände wird dann durch das UB-Personal vorgenommen und die angeforderten Titel mit einer Verzögerung von i. d. R. wenigen Stunden bis zu einem Tag an der Ausleihstelle zur Abholung bereitgelegt. Dort können sie gegen Vorlage des von der UB ausgestellten UB-Ausweises abgeholt und für einen begrenzten Zeitraum nach Hause entliehen oder in den Leseräumen genutzt werden.
Neuere Universitätsbibliotheken verfügen neben den Lehrbuchsammlungen über teilweise umfangreiche Freihandbestände, die systematisch aufgestellt sind. Bücher, die im eigenen Bestand nicht vorhanden sind, können von Nutzern einer UB über Fernleihe angefordert werden. Viele Universitätsbibliotheken stellen Teile ihrer Bestände auch digital im Internet bereit.
Für Studierende der jeweiligen Universität ist die Nutzung meist kostenlos, für andere Nutzer wird oft eine Gebühr erhoben. In Deutschland haben zumindest Hochschulangehörige Zugang, oft jedoch auch Wissenschaftler allgemein, in manchen Ländern ebenso die allgemeine Öffentlichkeit, insbesondere wenn die Universitätsbibliotheken weitere öffentliche Aufgaben wahrnehmen.

## Wertvolle Bücher
Viele Universitätsbibliotheken verwahren Sondersammlungen, die sich aufgrund des Materials, des Alters, der Herkunft oder des speziellen Inhalts vom normalen Bibliotheksbestand unterscheiden. Dazu gehören etwa wertvolle Bücher (sog. Zimelien), z. B. mittelalterliche Prachthandschriften auch buch- oder kulturhistorisch herausragende Drucke oder Einzelblätter. Der Zugang zu derartigen Werken wird streng beschränkt. Eine Ausleihe nach Hause ist grundsätzlich ausgeschlossen, die Nutzung wird (wenn überhaupt) allein in hierfür reservierten Räumen innerhalb des UB-Gebäudes gestattet und kann an weitere Auflagen gebunden werden, um die wertvollen Bücher vor Zerfall zu schützen.